# مظرعة (ريمة)

تعديل مصدري - تعديل

قرية مضرعة  هي إحدى قرى عزلة اليمانية الواقعة ضمن مديرية الجعفرية التابعة لمحافظة ريمة، بلغ تعداد سكانها (790) نسمة حسب تعداد اليمن لعام 2004.

## المحلات التابعة للقرية
- بعره
- وادي البير
- المحجر البكالي
- الشرف
- دريم
- مكوه
- جديره

## روابط خارجية
- الدليل الشامــل